# Barbara Merlin
Barbara Merlin (ur. 12 stycznia 1972 w Turynie) – włoska narciarka alpejska.

## Kariera
W 1989 roku wystartowała na mistrzostwach świata juniorów w Aleyska, zajmując 5. miejsce w zjeździe, 15. w slalomie i 20. w gigancie. Jeszcze dwukrotnie startowała w zawodach tego cyklu, zajmując między innymi dziesiąte miejsce w kombinacji podczas mistrzostw świata juniorów w Geilo w 1991 roku.
W zawodach Pucharu Świata zadebiutowała 8 grudnia 1991 roku w Santa Caterina, gdzie zajęła czwarte miejsce w gigancie. Tym samym już w debiucie zdobyła pierwsze pucharowe punkty. Na podium zawodów PŚ pierwszy raz stanęła 22 stycznia 1995 roku w Cortinie d’Ampezzo, kończąc zjazd na drugiej pozycji. W zawodach tych rozdzieliła Picabo Street z USA i Niemkę Katję Seizinger. W kolejnych startach jeszcze jeden raz stanęła na podium: 15 marca 1995 roku w Bormio była trzecia w zjeździe. W sezonie 1994/1995 zajęła 17. miejsce w klasyfikacji generalnej, a w klasyfikacji zjazdu była szósta.
Wystartowała na igrzyskach olimpijskich w Albertville w 1992 roku, gdzie zajęła 16. miejsce w gigancie i supergigancie. Na rozgrywanych dwa lata później igrzyskach w Lillehammer uplasowała się na 16. pozycji w kombinacji i 25. w zjeździe. Brała również udział w igrzyskach olimpijskich w Nagano w 1998 roku, zajmując 23. miejsce w supergigancie. Była też między innymi czwarta w supergigancie podczas mistrzostw świata w Sierra Nevada w 1996 roku, przegrywając walkę o medal z Picabo Street o 0,09 sekundy.
Jej siostra, Alessandra, także uprawiała narciarstwo alpejskie.

## Osiągnięcia

### Igrzyska olimpijskie
| Miejsce | Dzień     | Rok  | Miejscowość | Konkurencja | Czas biegu | Strata | Zwyciężczyni       |
| ------- | --------- | ---- | ----------- | ----------- | ---------- | ------ | ------------------ |
| 16.     | 18 lutego | 1992 | Albertville | Supergigant | 1:21,22    | +3,91  | Deborah Compagnoni |
| 16.     | 19 lutego | 1992 | Albertville | Gigant      | 2:12,74    | +4,58  | Pernilla Wiberg    |
| 25.     | 19 lutego | 1994 | Lillehammer | Zjazd       | 1:35,93    | +2,72  | Katja Seizinger    |
| 16.     | 21 lutego | 1994 | Lillehammer | Kombinacja  | 3:05,16    | +12,15 | Pernilla Wiberg    |
| 23.     | 11 lutego | 1998 | Nagano      | Supergigant | 1:18,02    | +1,62  | Picabo Street      |

### Mistrzostwa świata
| Miejsce | Dzień     | Rok  | Miejscowość   | Konkurencja | Czas biegu | Strata | Zwyciężczyni       |
| ------- | --------- | ---- | ------------- | ----------- | ---------- | ------ | ------------------ |
| 21.     | 11 lutego | 1993 | Morioka       | Zjazd       | 1:27,38    | +1,60  | Kate Pace          |
| 23.     | 14 lutego | 1993 | Morioka       | Supergigant | 1:33,52    | +2,06  | Katja Seizinger    |
| 4.      | 12 lutego | 1996 | Sierra Nevada | Supergigant | 1:21,00    | +0,80  | Isolde Kostner     |
| 25.     | 18 lutego | 1996 | Sierra Nevada | Zjazd       | 1:54,06    | +3,13  | Picabo Street      |
| 13.     | 19 lutego | 1996 | Sierra Nevada | Kombinacja  | 3:19,68    | +6,23  | Pernilla Wiberg    |
| DNF2    | 22 lutego | 1996 | Sierra Nevada | Gigant      | 2:10,74    | -      | Deborah Compagnoni |
| DNF2    | 9 lutego  | 1997 | Sestriere     | Gigant      | 2:39,19    | -      | Hilary Lindh       |
| 9.      | 11 lutego | 1997 | Sestriere     | Supergigant | 1:23,50    | +1,24  | Isolde Kostner     |
| 10.     | 15 lutego | 1997 | Sestriere     | Zjazd       | 1:41,18    | +1,65  | Hilary Lindh       |

### Mistrzostwa świata juniorów
| Miejsce | Dzień       | Rok  | Miejscowość | Konkurencja | Czas biegu | Strata | Zwyciężczyni         |
| ------- | ----------- | ---- | ----------- | ----------- | ---------- | ------ | -------------------- |
| 5.      | 5 kwietnia  | 1989 | Aleyska     | Zjazd       | 1:31,91    | +1,25  | Sabine Ginther       |
| 15.     | 7 kwietnia  | 1989 | Aleyska     | Slalom      | 1:41,48    | +5,88  | Gabriela Zingre-Graf |
| 20.     | 8 kwietnia  | 1989 | Aleyska     | Gigant      | 2:09,19    | +4,81  | Kimberly Schmidinger |
| 19.     | 21 marca    | 1990 | Zinal       | Zjazd       | 1:25,48    | +2,96  | Swietłana Gładyszewa |
| 22.     | 23 marca    | 1990 | Zinal       | Gigant      | 2:23,17    | +6,96  | Manuela Umele        |
| 14.     | 8 kwietnia  | 1991 | Geilo       | Supergigant | 1:15,16    | +1,58  | Julie Lunde Hansen   |
| 28.     | 11 kwietnia | 1991 | Geilo       | Zjazd       | 1:08,87    | +1,67  | Céline Dätwyler      |
| 16.     | 12 kwietnia | 1991 | Geilo       | Gigant      | 2:09,95    | +2,78  | Sabina Panzanini     |
| 20.     | 14 kwietnia | 1991 | Geilo       | Slalom      | 1:20,21    | +5,27  | Urška Hrovat         |
| 10.     | 14 kwietnia | 1991 | Geilo       | Kombinacja  | ?          | ?      | Cornelia Meusburger  |

### Puchar Świata

#### Miejsca w klasyfikacji generalnej
- sezon 1991/1992: 44.
- sezon 1992/1993: 52.
- sezon 1993/1994: 52.
- sezon 1994/1995: 17.
- sezon 1995/1996: 20.
- sezon 1996/1997: 29.
- sezon 1997/1998: 60.
- sezon 1998/1999: 99.
- sezon 1999/2000: 113.

#### Miejsca na podium
1. Cortina d’Ampezzo – 22 stycznia 1995 (zjazd) – 2. miejsce
2. Bormio – 15 marca 1995 (zjazd) – 3. miejsce